# Nievole (Montecatini Terme)
Nievole è una frazione del comune italiano di Montecatini Terme, provincia di Pistoia. 

## Storia
Il paese prende il nome dal fiume che lo attraversa: la Nievole. Storicamente consiste in un centro rurale sviluppatosi attorno alla sua chiesa. Il nucleo storico è costituito dalla parte dell'abitato che ospita la chiesa, la scuola materna e quella elementare. La chiesa fu fondata intorno al 1200 come oratorio dipendente dalla propositura di San Pietro a Montecatini Alto e nel corso del tempo ha subito varie modifiche. È parrocchia dal 1924, dedicata alla Santissima Trinità. Nella zona vi è anche un vecchio mulino che utilizzava la forza dell'acqua per la macinazione ed un frantoio storico del 1571 con sistema di frangitura tradizionale a pietra. 
È presente un ponte storico in muratura risalente al 1800. Dal punto di vista urbanistico sono presenti gli agglomerati di Renaggio, Sano e Bolognola.  

## Architetture religiose
- Chiesa della Santissima Trinità (Nievole)